# 2853 Harvill
2853 Harvill је астероид главног астероидног појаса са средњом удаљеношћу од Сунца која износи 2,344 астрономских јединица (АЈ).
Апсолутна магнитуда астероида је 13,4.